# Ирако-мексиканские отношения
Ирако-мексиканские отношения — двусторонние дипломатические отношения между Ираком и Мексикой. Страны являются членами Организации Объединённых Наций.

## История
В конце 1800-х — начале 1900-х годов в Мексику прибывали мигранты арабского происхождения, многие из которых переехали с современной территории Ирака. В 1932 году Ирак получил независимость от Великобритании. 25 сентября 1950 года между странами были установлены официальные дипломатические отношения. В 1977 году Ирак открыл посольство в Мехико, а в 1978 году Мексика открыла посольство в Багдаде.
В 1980 году Мексика была избрана непостоянным членом Совета Безопасности ООН. В сентябре 1980 года, когда началась Ирано-иракская война, Мексика проголосовала за резолюцию Совета Безопасности ООН 479, призывающую Иран и Ирак немедленно прекратить любое дальнейшее применение силы и вместо этого урегулировать свой территориальный спор путём переговоров. В 1981 году Мексика осудила Израиль за бомбардировку ядерных реакторов Ирака недалеко от Багдада, известную как операция «Опера». В апреле 1986 года Мексика закрыла своё посольство в Багдаде из-за продолжающейся Ирано-иракской войны.
В августе 1990 года иракские войска вторглись в Кувейт, что положило началом войны в Персидском заливе. Мексика осудила вторжение Ирака и его намерение аннексировать Кувейт, а также поддержала резолюцию Совета Безопасности ООН 660 и потребовала от Ирака вывода войск из Кувейта и поддержала санкции против правительства президента Саддама Хусейна. В 2002 году Мексика снова была избрана непостоянным членом Совета Безопасности ООН. В том же году Соединённые Штаты Америки пытались убедить Мексику поддержать вторжение в Ирак под предлогом того, что эта страна имеет оружие массового уничтожения, однако Мексика отказалась поддержать вторжение и не стала разрывать дипломатические отношения с Ираком. В марте 2003 года Мексика осудила начало войны в Ираке.
В 2003 году Ирак на короткий период закрыл своё посольство в Мехико, однако позднее в том же году вновь открыл его. Как непостоянный член Совета Безопасности ООН Мексика проголосовала за следующие резолюции по Ираку: резолюцию 1441, резолюцию 1483 и резолюцию 1500. После окончания войны в Ираке, Мексика проголосовала за восстановление разрушенной территории Ирака и сохранение права иракского народа на свои природные ресурсы, а также его неотъемлемое права решать собственное будущее.

## Визиты на высоком уровне
Из Ирака в Мексику:
- Заместитель министра иностранных дел Мунтхир Ураим (1979 год);
- Министр торговли Мохаммед Мехди Салех (2002 год).

## Стипендии
Каждый год министерство иностранных дел Мексики предоставляет стипендии иракским гражданам для получения степени магистра, доктора наук; они также могут изучать испанский язык и мексиканскую культуру на протяжении шести месяцев в Учебном центре для иностранцев Национального автономного университета Мексики.

## Торговля
В 2018 году объём товарооборота между странами составил сумму 21,8 миллиона долларов США. Экспорта Ирака в Мексику: формованные детали, анаэробный клей, автомобильные молдинги и трубы. Экспорта Мексики в Ирак: горячекатаные трубы, компрессорные холодильные установки, солодовое пиво, интубационные трубки и клапаны. В 2017 году 15 мексиканских компаний работали в Ираке и занимались производством и распределением нефтепроводов, коммерческой техники и сельскохозяйственного оборудования; продажей медицинского оборудования и медикаментов.

## Дипломатические миссии
- Ирак имеет посольство в Мехико[11].
- Интересы Мексики в Ираке представлены через посольство в Абу-Даби (Объединённые Арабские Эмираты)[12].